# Варламов Євген Володимирович
Євген Варламов (рос. Евгений Варламов, нар. 25 липня 1975, Казань) — російський футболіст, захисник.
Насамперед відомий виступами за клуб ЦСКА (Москва), а також національну збірну Росії.

## Клубна кар'єра
У дорослому футболі дебютував 1992 року виступами за команду казанського клубу «Ідель», в якій провів один сезон, взявши участь у 23 матчах чемпіонату.
Протягом 1992–1997 років захищав кольори команди клубу «КАМАЗ».
Своєю грою за останню команду привернув увагу представників тренерського штабу клубу ЦСКА (Москва), до складу якого приєднався 1998 року. Відіграв за московських армійців наступні чотири сезони своєї ігрової кар'єри. Більшість часу, проведеного у складі московського ЦСКА, був основним гравцем захисту команди.
Згодом з 2003 по 2006 рік грав у складі команд клубів «Чорноморець» (Новоросійськ), «Кубань», «Металіст» (Харків) та «КАМАЗ».
Завершив професійну ігрову кар'єру у грозненському клубі «Терек», за команду якого виступав протягом 2006–2007 років.

## Виступи за збірні
Залучався до складу молодіжної збірної Росії. На молодіжному рівні зіграв у 3 офіційних матчах.
1998 року дебютував в офіційних матчах у складі національної збірної Росії. Протягом кар'єри у національній команді, яка тривала усього 2 роки, провів у формі головної команди країни 10 матчів, забивши 1 гол.